# Olek Krupa
Olek Krupa, diminutif d'Aleksander Krupa, est un acteur polonais né le 18 mars 1947 à Rybnik en Pologne.
Connu pour avoir joué dans les films suivants L'Effaceur sorti en 1996, Maman, je m'occupe des méchants ! sorti en 1997 et Flic de haut vol sorti en 1999.

## Filmographie

### Cinéma
- 1989 : Black Rainbow : Tom Kuron
- 1990 : Miller's Crossing : Tad
- 1995 : Fair Game : Zhukov
- 1996 : L'effaceur : Sergei Ivanovich Petrofsky
- 1997 : Maman, je m'occupe des méchants ! : Peter Beaupre
- 1997 : Kicked in the Head : Borko
- 1999 : Simplement irrésistible : Valderon
- 1999 : Oxygen : l'amant de Madeline
- 1999 : No Vacancy de Marius Balchunas : Léonard
- 2000 : Treize jours : Andreï Gromyko, Ministre des Affaires étrangères de l'Union Soviétique
- 2001 : En territoire ennemi : Lokar
- 2003 : Braquage à l'italienne : Mashkov
- 2007 : The Fifth Patient : Khodorov
- 2008 : Burn After Reading : Krapotkin
- 2009 : Whatever Works : Morgenstern
- 2010 : Salt : Président russe Matveyev
- 2011 : X-Men: Le Commencement : Capitaine de l'Alexandre Nevski
- 2013 : Admission : Polokov
- 2014 : I'm Obsessed with You... : Stanislaw
- 2016 : Les Figures de l'ombre : Karl Zielinski
- 2017 : Fast and Furious 8 : Ministre russe de la Défense

### Télévision
- 1987 : Deux flics à Miami (saison 4, épisode 6) : Vater Wajda
- 1991 : New York, police judiciaire (saison 1, épisode 19) :  Sasha Osinski
- 1996 : New York, police judiciaire (saison 7, épisode 8) :  Victor Popov
- 1998 : Spécial OPS Force (saison 2, épisode 5) : Wilhelm Dieter Heinrich
- 1999 : Oz (saison 3, épisodes 5-6) : Uri Kosygin
- 1999 : New York, police judiciaire (saison 9, épisode 23 et 24) : Constantin Volsky
- 2000 : New York, unité spéciale (saison 1, épisode 12) : Alexander Strizhov
- 2003 : New York, section criminelle (saison 3, épisode 1) : Ben Laurette
- 2004 : Monk (saison 3, épisode 1) : Elmer Gratnik
- 2004 : État d'alerte (saison 1, épisode 3)
- 2010 : Blue Bloods (saison 1, épisodes 12-13) : Grushenko
- 2011 : Person of Interest (saison 1, épisode 7) : Ivan Yogorov
- 2013 : The Americans (saison 1, épisodes 1-11) : Général Vijktor Zhukov
- 2014 : Madam Secretary (saison 1, épisode 20) : président Pavel Ostrov Guard
- 2014 : Forever (saison 1, épisode 15) : le Roi
- 2014 : The Blacklist (saison 2, épisode 11) : Leonid Javin
- 2015 : Madam Secretary (saison 2, épisodes 3-10) : président Pavel Ostrov
- 2016 : Divorce (saison 1, épisode 5) : Gustav
- 2017 : Marvel's Iron Fist (saison 1, épisodes 5-6-7) : Radovan Bernivig
- 2017 : Iron Fist (saison 1, épisodes 5-6-7) : Radovan Bernivig
- 2017 : Elementary (saison 5, épisode 21) : Fyodor Ukhov